# Castello di Ocre
El Castello di Ocre (Italiano para Castillo de Ocre)  es un castillo de Edades Medio en Ocre, Provincia de L'Aquila (Abruzzo), en Italia.

## Historia
La primera fuente que mencionó el castillo de Ocre es una bula de Papa Alejandro III en 1178 en qué es mencionado entre las posesiones de la diócesis de Forcona. En 1254 es mencionado con el nombre de "Cassari Castro" entre aquellos salvado de destrucción durante la fundación de la ciudad de L'Aquila.
Durante el reinado de Carlos de Anjou, en 1266 el castillo devenía parte del Reino de Sicilia. En el mismo año, el castillo fue saqueado por L'Aquila después de la reconstrucción de la ciudad anteriormente destruida por Manfredo de Sicilia con el soporte de los barones del castillo. Carlos de Anjou confiscó los castillos cierran a L'Aquila para su soporte a Conradino de Hohenstaufen, y en 1269 el castillo de Ocre fue dado a Morel de Saours.
En 1283 el castillo fue asignado a Giovanni di Bissone y en 1293 sufrió un otro saqueo por L'Aquila. El ataque más destructivo fue lanzado en 1423 por Braccio da Montone. Perdida la función de defender la ciudad de L'Aquila, el castillo empezará una gradual decadencia: a principios del siglo XVI Ocre es ya no mencionado como "castrum" más como "villa", con la población que abandona gradualmente el pueblo fortalecido.

## Arquitectura
El castillo es más correctamente clasificado fortalecido pueblo. Dentro de las murallas se puede ver casas viejas, las torres y las calles.
Su planta es un triángulo isósceles , con un perímetro de 470m, la base (que es también el lado más corto) al noroeste y el ápice del triángulo al sureste. En las paredes son siete torres.
La única entrada al castillo está localizada en la torre en el lado del oeste y consta de una puerta arqueada del siglo XIII y protegida por un sistema de defensa.
En la parte sur del pueblo está una iglesia, dedicada al San Salvador "inter castrum Ocre". Construida con tres naves con un ábside al final y conoscida desde 1581, ahora es completamente en ruina. De esta iglesia son los restos de un fresco de la mitad siglo XII, que representa la Madonna con el niño, hoy en el Museo Nacional de Abruzzo.